# José Antonio Abreu
José Antonio Abreu (Valera, 7 mei 1939 - Caracas, 24 maart 2018) was een Venezolaans hoogleraar economie, politicus en klassiek musicus. Hij wordt gezien als een van de muzikale iconen van Venezuela. In 2010 werd hij onderscheiden met een Erasmusprijs.

## Levensloop
Abreu studeerde voor componist en dirigent aan de muziekschool José Ángel Lamas in Caracas. Naast dat hij in deze vakken afstudeerde, leerde hij in de loop van zijn leven bij op piano, klavecimbel en orgel. Daarnaast studeerde hij economie en rechten aan de katholieke universiteit Andrés Bello. Hij behaalde hier in 1961 cum laude een doctoraat op het thema olie-economie.
Tijdens de jaren zestig was hij hoogleraar economie aan verschillende universiteiten. Daarna werd hij afgevaardigde voor het republikeinse congres en in de jaren tachtig en begin jaren negentig was hij minister voor cultuur, vicepresident en directeur voor de nationale raad voor cultuur (Conac).
Hij richtte het symfonisch orkest Simón Bolívar op (Orquesta Sinfónica Simón Bolívar), dat hij ook dirigeerde, net als het nationaal jongeren-symfonieorkest (Orquesta Sinfónica Nacional Juvenil).
Verder richtte hij het nationaal systeem van kinderen- en jongerenorkesten op (Sistema Nacional de Orquestas Infantiles y Juveniles), een netwerk van landelijke symfonieorkesten en koren van kinderen en jongeren. Deze verenigingen hebben naast hun muzikale karakter ook een functie voor de ontwikkeling van buurten, sociale integratie en solidariteit. Zijn netwerk stond model voor andere landen in Latijns-Amerika en de Caraïben. Voor het opzetten van zijn netwerk werd hij meermaals internationaal onderscheiden.

## Erkenning
- 1994: Internationale Muziekprijs, UNESCO
- 1998: Eretitel Ambassadeur voor Muziek en Vrede
- 2007: Don Juan de Borbón-prijs, Spanje
- 2007: Paulownia-Zonneorde in de Orde van de Rijzende Zon, Japan
- 2008: Glenn Gould-prijs, Canada
- 2008: Prins van Asturias-prijs van de kunsten, Spanje
- 2009: Polar Music Prize, Zweden
- 2009: TED-prijs
- 2009: Latin Grammy
- 2010: Grootkruis in de Orde van Verdienste, Italië
- 2010: Erasmusprijs, Nederland
- 2011: Echo Klassiek, Duitsland